# Mannig Berberian
Mannig Berberian (in armeno Մաննիկ Պէրպէրեան; Scutari, 18 agosto 1883 – Parigi, 8 novembre 1960) è stata una scrittrice e cantante armena.

## Biografia
Mannig Berberian era l'unica figlia femmina di Retheos Berberian, scrittore e pedagogista armeno di Costantinopoli e di sua moglie Zaruhi Panosyan. Come i fratelli Onnig e Shahan si dedicò alla musica e fu cantante lirica.
Di tale attività ci restano alcune notizie in varie riviste che riportano la sua presenza alla Salle de l'Union française di Costantinopoli il 17 maggio 1913 e negli Stati Uniti d'America nel 1919 a Filadelfia. Il 7 febbraio 1920 il suo nome appare sulle note teatrali del The New York Times.
Come il padre fu anche scrittrice e poetessa. Alcuni dei suoi scritti sono contenuti nella Biblioteca Nazionale di Erevan e sono rintracciabili anche on line..
Secondo il critico Victoria Rowe, Mannig Berberian merita di essere inserita nella storia letteraria femminile armena. 
Il suo nome viene infatti associato a quello di Vittoria Aganoor, Hermine Hovian, Armenuhi Tigranian, Anayis, Mariam Khatisian, Marie Beylerian, Shushanik Kurghinian, Sibil e Zabel Yesayan.
Secondo il critico armeno Yury Khachatryan a lei sarebbero dedicate le poesie della prima raccolta poetica di Hrand Nazariantz che a causa del suo amore per lei dovette tra l'altro abbandonare il Collegio Berberian, fondato e diretto dal padre di Mannig.
Partecipò alla redazione di varie riviste tra cui la rivista femminile di Costantinopoli "Հայ կին", ("Donna armena"), sin dal primo numero di novembre 1919.
Mannig Berberian è sepolta come i fratelli Shahan e Onnig nel Cimitero parigino di Bagneux, nel settore dedicato agli artisti e gestito dalla UGAB.

## Opere
- Արձակ երգեր, (Canzoni di prosa), ed. Arax, Costantinopoli, 1911, p.87
- Արեւոտ ճամբան, (La strada assolata), Parigi, 1931, p.94
- Երեք վիպակներ, (Tre Romanzi), ed. Aram Stepanyan, Alessandria d'Egitto, 1945, p.48
- Հեթանոս տղայ, (“Il ragazzo pagano”), ed Aram Stepanyan, Alessandria d'Egitto, 1945, p.140

### Traduzioni
- Օսկար Ուայլդ, Սալոմէ ողբերգութիւն մէկ արարով (Oscar Wilde, Salomé: Tragedia in un atto) pref. Vahan Tekeyan, Arzmouman, 1922, p.64